# Heinrich von Ryssel
Heinrich von Ryssel (* 4. Januar 1594 in Leipzig; † 7. Mai 1640 ebenda) war ein deutscher Handelsmann und Ratsmitglied in der Messestadt Leipzig.

## Leben
Ryssels gleichnamiger Vater war Handelsmann in Leipzig. Er übernahm zunächst die Schulbildung seines Sohnes, übergab diese dann jedoch Privatlehrern. Ryssel studierte an der Universität Jena und trat eine Studienreise durch Deutschland, Frankreich und Holland an.
1615 kehrte er nach Leipzig zurück und übernahm den Handel seines Vaters, gleichzeitig setzte er seine Studien an der Universität Leipzig fort. 1622 unternahm er eine Bildungsreise durch Italien, nach deren Ende er am 10. Mai 1624 Rosina Pöckel, die Tochter des Leipziger Ratsbaumeisters und Hammerherrn Enoch Pöckel heiratete.
1637 wurde er in den Rat der Stadt Leipzig gewählt. 
Im Alter von 46 Jahren starb Heinrich von Ryssel. Anlässlich seiner Beerdigung erschien eine gedruckte Leichenpredigt.